# Чемпионат СССР по лёгкой атлетике 1952
Лично-командный чемпионат СССР по лёгкой атлетике 1952 года проходил с 24 по 30 августа в Ленинграде на стадионе имени С. М. Кирова. На старт вышли 800 легкоатлетов, представлявшие команды спортивных обществ и ведомств. На протяжении семи дней были разыграны 38 комплектов медалей (24 у мужчин и 14 у женщин).
Соревнования прошли через три недели после завершения летних Олимпийских игр в Хельсинки. Большинство членов сборной Советского Союза, в том числе олимпийские чемпионы и призёры Игр, выступили на первенстве в Ленинграде и подтвердили свой высокий класс.
Медалисты Игр Владимир Сухарев, Александр Ануфриев, Юрий Литуев и Галина Зыбина стали двукратными чемпионами страны. Владимир Казанцев (3000 м с/п), Леонид Щербаков (тройной прыжок), Бруно Юнк (ходьба на 10 000 м) и Мария Голубничая (80 м с/б) после олимпийского пьедестала так же уверенно выиграли свои дисциплины на национальном первенстве.
Наиболее интригующе прошли соревнования среди женщин в метании диска. В Хельсинки все медали в этом виде забрали советские спортсменки Нина Пономарёва, Елизавета Багрянцева и Нина Думбадзе. Две из них, Пономарёва и Думбадзе, продолжили соперничество в секторе стадиона имени Кирова. Олимпийская чемпионка открыла соревнования броском на 49,19 м, Думбадзе ответила попыткой на 49,88 м. Следом Пономарёва преодолела 50-метровый рубеж (50,97 м), но её соперница улучшила и этот результат — 51,36 м. Однако решающее слово осталось за спортсменкой из Москвы: Пономарёва метнула диск на 51,78 м и защитила титул чемпионки страны.
Несмотря на дождливую погоду, на соревнованиях было показано пять рекордных результатов, в том числе два высших мировых достижения. Владимир Ухов внёс своё имя в историю ходьбы на 50 км, преодолев дистанцию за 4:20.30,0. Серебряный призёр проиграл ему более 13 минут. В беге на 1500 метров отличилась Нина Плетнёва, остановившая секундомер на отметке 4.37,0. В начале 1950-х годов эта дистанция не пользовалась популярностью в мире, соревнования на ней проводились преимущественно в Советском Союзе.
Серебряный призёр Олимпийских игр Мария Голубничая с большим отрывом в 0,4 секунды выиграла бег на 80 метров с барьерами и повторила рекорд Европы — 11,0. До мирового рекорда Ширли Стрикленд Де ла Ханти ей не хватило всего 0,1 секунды.
Два рекорда СССР установили мужчины: Пётр Чевгун улучшил собственное достижение в беге на 800 метров (1.50,4), а Юрий Литуев — на нестандартной дистанции 200 метров с барьерами (23,5). Латвийскому легкоатлету Эрику Кехрису не хватило одного сантиметра до повторения всесоюзного рекорда в прыжке в длину.
Главным триумфатором чемпионата стала 19-летняя бегунья из Вологды Вера Калашникова. Она завоевала 4 золотые медали, две индивидуальные (100 и 200 метров) и две командные (эстафеты 4×100 и 4×200 метров). Несколько спортсменов одержали по две победы, среди них — олимпийская чемпионка и рекордсменка мира в толкании ядра Галина Зыбина. Помимо своего основного вида, она выиграла метание копья. Эти победы оказались для неё первыми на чемпионатах Советского Союза.
Несколько атлетов продлили свои победные серии на национальных первенствах. Так, Евгений Буланчик пятый год подряд стал чемпионом страны в беге на 110 метров с барьерами, а Владимир Сухарев сделал третий подряд победный дубль на дистанциях 100 и 200 метров. В то же время, впервые за семь лет сменился победитель в толкании ядра: Отто Григалка смог на 3 см опередить рекордсмена СССР Хейно Липпа.
Чемпионат СССР по марафону прошёл одновременно с основным первенством, 25 августа в Москве.

## Командное первенство
| Место | Команда         |
| ----- | --------------- |
| 1     | Профсоюзы       |
| 2     | «Динамо»        |
| 3     | Советская Армия |

## Призёры

### Мужчины
| Дисциплина             | Золото                                                                 | Золото            | Серебро                                                           | Серебро          | Бронза                                                             | Бронза            |
| ---------------------- | ---------------------------------------------------------------------- | ----------------- | ----------------------------------------------------------------- | ---------------- | ------------------------------------------------------------------ | ----------------- |
| 100 м                  | Владимир Сухарев Динамо Москва                                         | 10,6              | Леван Санадзе Профсоюзы Тбилиси                                   | 10,8             | Борис Токарев Советская Армия Ленинград                            | 10,9              |
| 200 м                  | Владимир Сухарев Динамо Москва                                         | 21,7              | Ардалион Игнатьев Колхозник Чебоксары                             | 22,0             | Лев Каляев Профсоюзы Ленинград                                     | 22,1              |
| 400 м                  | Ардалион Игнатьев Колхозник Чебоксары                                  | 48,2              | Иван Бондаренко Профсоюзы Киев                                    | 48,6             | Эдмунд Пилагс Профсоюзы Рига                                       | 49,2              |
| 800 м                  | Пётр Чевгун Советская Армия Киев                                       | 1.50,4            | Николай Кучурин Динамо Москва                                     | 1.51,4           | Сергей Архаров Динамо Москва                                       | 1.52,5            |
| 1500 м                 | Михаил Вельсвебель Спартак Таллин                                      | 3.53,4            | Николай Кучурин Динамо Москва                                     | 3.53,6           | Николай Белокуров Советская Армия Днепропетровск                   | 3.54,2            |
| 5000 м                 | Александр Ануфриев Профсоюзы Горький                                   | 14.26,8           | Иван Семёнов Советская Армия Москва                               | 14.33,6          | Никифор Попов Советская Армия Москва                               | 14.34,8           |
| 10 000 м               | Александр Ануфриев Профсоюзы Горький                                   | 29.59,6           | Иван Семёнов Советская Армия Москва                               | 30.24,2          | Василий Кривошеин Профсоюзы Уфа                                    | 30.28,4           |
| 3000 м с препятствиями | Владимир Казанцев Динамо Москва                                        | 9.08,0            | Михаил Салтыков Советская Армия Минск                             | 9.08,8           | Порфирий Фомин Советская Армия Одесса                              | 9.12,0            |
| 110 м с барьерами      | Евгений Буланчик Профсоюзы Киев                                        | 14,5              | Сергей Попов Профсоюзы Ленинград                                  | 14,9             | не вручалась                                                       |                   |
| 110 м с барьерами      | Евгений Буланчик Профсоюзы Киев                                        | 14,5              | Юрий Литуев Советская Армия Ленинград                             | 14,9             | не вручалась                                                       |                   |
| 200 м с барьерами      | Юрий Литуев Советская Армия Ленинград                                  | 23,5              | Евгений Буланчик Профсоюзы Киев                                   | 23,5             | Тимофей Лунёв Профсоюзы Минск                                      | 23,5              |
| 400 м с барьерами      | Юрий Литуев Советская Армия Ленинград                                  | 52,3              | Анатолий Юлин Спартак Минск                                       | 52,9             | Тимофей Лунёв Профсоюзы Минск                                      | 53,2              |
| Прыжок в высоту        | Виктор Портнов Профсоюзы Москва                                        | 1,90 м            | Хейно Апарт Спартак Таллин                                        | 1,90 м           | Леонид Путвикс Трудовые резервы Рига                               | 1,90 м            |
| Прыжок с шестом        | Пётр Денисенко Профсоюзы Киев                                          | 4,30 м            | Виктор Князев Профсоюзы Москва                                    | 4,20 м           | Анатолий Альбов Динамо Москва                                      | 4,20 м            |
| Прыжок с шестом        | Пётр Денисенко Профсоюзы Киев                                          | 4,30 м            | Виктор Князев Профсоюзы Москва                                    | 4,20 м           | Владимир Гладченко Профсоюзы Ростов-на-Дону                        | 4,20 м            |
| Прыжок в длину         | Эрик Кехрис Динамо Рига                                                | 7,49 м            | Владимир Волков Динамо Москва                                     | 7,46 м           | Виктор Лескевич Профсоюзы Саратов                                  | 7,26 м            |
| Тройной прыжок         | Леонид Щербаков Динамо Москва                                          | 15,56 м           | Борис Замбримборц Профсоюзы Рига                                  | 14,94 м          | Арнис Буте Динамо Рига                                             | 14,45 м           |
| Толкание ядра          | Отто Григалка Динамо Москва                                            | 16,68 м           | Хейно Липп Профсоюзы Тарту                                        | 16,65 м          | Георгий Фёдоров Динамо Москва                                      | 16,40 м           |
| Метание диска          | Борис Матвеев Профсоюзы Ленинград                                      | 51,88 м           | Отто Григалка Динамо Москва                                       | 51,55 м          | Борис Бутенко Профсоюзы Москва                                     | 48,82 м           |
| Метание молота         | Михаил Кривоносов Профсоюзы Минск                                      | 57,88 м           | Георгий Дыбенко Спартак Киев                                      | 55,05 м          | Николай Шорин Динамо Баку                                          | 54,53 м           |
| Метание копья          | Виктор Цыбуленко Советская Армия Киев                                  | 72,26 м           | Владимир Кузнецов Спартак Ленинград                               | 67,47 м          | Юрий Щербаков Профсоюзы Ленинград                                  | 65,44 м           |
| Десятиборье*           | Владимир Волков Динамо Москва                                          | 7255 очков (6784) | Николай Колчин Профсоюзы Казань                                   | 6552 очка (6188) | Сергей Кузнецов Советская Армия Москва                             | 6478 очков (6185) |
| Ходьба на 10 000 м     | Бруно Юнк Динамо Москва                                                | 43.58,4           | Сергей Лобастов Советская Армия Ленинград                         | 44.27,4          | Петерис Зелтыньш Динамо Рига                                       | 44.38,0           |
| Ходьба на 50 км        | Владимир Ухов Профсоюзы Ленинград                                      | 4:20.30,0         | Иван Ярмыш Советская Армия Киев                                   | 4:33.36,0        | Арвид Менгис Профсоюзы Лиепая                                      | 4:34.04,0         |
| Эстафета 4×100 м       | Профсоюзы-I Борис Морозов Лев Каляев Леван Санадзе Михаил Казанцев     | 42,2              | Профсоюзы-II Георг Гильде Ленгвард Федяев Юрий Петров Г. Алексеев | 42,3             | Советская Армия Борис Токарев В. Чмыхов Иван Сухоруков Олег Сумцов | 42,4              |
| Эстафета 4×400 м       | Профсоюзы-I Игорь Ильин Геннадий Слепнёв Эдмунд Пилагс Иван Бондаренко | 3.17,2            | Советская Армия Олег Агеев Георгий Ивакин Пётр Чевгун Юрий Литуев | 3.19,2           | Динамо Степан Донченко Григорий Ильин Павел Дёмин Сергей Архаров   | 3.19,4            |

* Для определения победителя в соревнованиях десятиборцев использовалась старая система начисления очков. Пересчёт с использованием современных таблиц перевода результатов в баллы приведён в скобках.

### Женщины
| Дисциплина       | Золото                                                                     | Золото    | Серебро                                                                       | Серебро    | Бронза                                                              | Бронза     |
| ---------------- | -------------------------------------------------------------------------- | --------- | ----------------------------------------------------------------------------- | ---------- | ------------------------------------------------------------------- | ---------- |
| 100 м            | Вера Калашникова Профсоюзы Вологда                                         | 12,0      | Ирина Турова Динамо Москва                                                    | 12,3       | Евгения Сеченова Динамо Москва                                      | 12,3       |
| 200 м            | Вера Калашникова Профсоюзы Вологда                                         | 25,6      | Зоя Петрова Профсоюзы Москва                                                  | 26,3       | Вера Быстрова Профсоюзы Ленинград                                   | 26,3       |
| 400 м            | Зоя Петрова Профсоюзы Москва                                               | 56,6      | Полина Солопова Профсоюзы Ленинград                                           | 57,5       | Нина Плетнёва Профсоюзы Киев                                        | 57,7       |
| 800 м            | Нина Плетнёва Профсоюзы Киев                                               | 2.13,1    | Полина Солопова Профсоюзы Ленинград                                           | 2.14,2     | Валентина Богатырёва Профсоюзы Одесса                               | 2.14,5     |
| 1500 м           | Нина Плетнёва Профсоюзы Киев                                               | 4.37,0    | Алевтина Кирюшкина Профсоюзы Томск                                            | 4.42,6     | Валентина Зиновьева Профсоюзы Ленинград                             | 4.47,0     |
| 80 м с барьерами | Мария Голубничая Профсоюзы Москва                                          | 11,0      | Елена Гокиели Динамо Тбилиси                                                  | 11,4       | Анна Александрова Профсоюзы Ленинград                               | 11,4       |
| 80 м с барьерами | Мария Голубничая Профсоюзы Москва                                          | 11,0      | Елена Гокиели Динамо Тбилиси                                                  | 11,4       | Лидия Омельченко Профсоюзы Саратов                                  | 11,4       |
| Прыжок в высоту  | Нина Коссова Профсоюзы Ленинград                                           | 1,61 м    | Людмила Мочилина Динамо Ленинград                                             | 1,58 м     | Галина Ганекер Советская Армия Ленинград                            | 1,58 м     |
| Прыжок в длину   | Валентина Литуева Профсоюзы Ленинград                                      | 5,98 м    | Людмила Цуревич Профсоюзы Грозный                                             | 5,74 м     | Нина Зубрилова Профсоюзы Казань                                     | 5,71 м     |
| Толкание ядра    | Галина Зыбина Профсоюзы Ленинград                                          | 15,00 м   | Клавдия Точёнова Профсоюзы Ленинград                                          | 14,34 м    | Татьяна Севрюкова Динамо Москва                                     | 14,07 м    |
| Метание диска    | Нина Пономарёва Советская Армия Москва                                     | 51,78 м   | Нина Думбадзе Динамо Тбилиси                                                  | 51,36 м    | Римма Шумская Профсоюзы Москва                                      | 48,19 м    |
| Метание копья    | Галина Зыбина Профсоюзы Ленинград                                          | 47,52 м   | Клавдия Маючая Динамо Москва                                                  | 45,04 м    | Леа Маремяэ Профсоюзы Тарту                                         | 42,19 м    |
| Пятиборье        | Зинаида Квашнина Динамо Москва                                             | 4001 очко | София Бурдуленко Динамо Киев                                                  | 3955 очков | Анна Александрова Профсоюзы Ленинград                               | 3939 очков |
| Эстафета 4×100 м | Профсоюзы Вера Калашникова Нонна Марсова Скайдрите Жумбуре Флора Казанцева | 48,2      | Динамо Бирута Зелмене Евгения Сеченова Валентина Масловская Ирина Турова      | 48,3       | Спартак Галина Безбородова Нонна Шиянова В. Смирнова Нина Докторова | 48,6       |
| Эстафета 4×200 м | Профсоюзы-I Флора Казанцева Вера Быстрова Зоя Петрова Вера Калашникова     | 1.41,6    | Профсоюзы-II Скайдрите Жумбуре Анна Александрова Ольга Кошелева Нонна Марсова | 1.43,6     | Спартак Галина Безбородова Нонна Шиянова В. Смирнова Нина Докторова | 1.45,2     |

## Чемпионат СССР по марафону
Лично-командный чемпионат СССР по марафону 1952 года прошёл 25 августа в Москве. Со старта в одиночный отрыв пошёл действующий чемпион страны Яков Москаченков. Ближе к середине дистанции его смогла настичь небольшая группа бегунов, среди которых был рекордсмен СССР Феодосий Ванин. Однако решающее ускорение осталось не за ним, а за Василием Давыдовым. На 32-м километре марафонец из Харькова оторвался от Москаченкова и убежал к своей победе в забеге и национальном первенстве. На финише Давыдов установил новый рекорд страны (2:23.59,0). Москаченков и Ванин неудачно провели заключительные километры дистанции, не попав в число призёров: серебряную медаль завоевал Александр Колупаев, бронзовую — Борис Гришаев.
| Дисциплина | Золото                             | Золото    | Серебро                           | Серебро   | Бронза                          | Бронза    |
| ---------- | ---------------------------------- | --------- | --------------------------------- | --------- | ------------------------------- | --------- |
| Марафон    | Василий Давыдов Колгоспник Харьков | 2:23.59,0 | Александр Колупаев Спартак Гродно | 2:24.15,8 | Борис Гришаев Динамо Сталинград | 2:26.33,8 |